# Александрова, Мария Александровна
Мари́я Алекса́ндровна Алекса́ндрова (род. 20 июля 1978, Москва) — российская артистка балета, прима-балерина Большого театра (до 2 февраля 2017). Народная артистка РФ (2009), лауреат премии «Золотая маска» (2004). Исполняющая обязанности ректора Академии хореографии Севастополя с 21 августа 2024 года.

## Биография
Начала заниматься танцем в детском ансамбле «Калинка», в 1988 году поступила в Московскую академию хореографии. Училась в одном классе с Ниной Капцовой. В младших классах её педагогом по классическому танцу была Людмила Коленченко, в средних — Лариса Добржан, в старших — ректор академии Софья Головкина. В 1995 году участвовала в конкурсе Евровидение для молодых танцоров и стала его финалисткой. На выпускном концерте участвовала в Гран па из балета «Пахита», также танцевала Гран па на музыку Обера с артистом Большого театра Николаем Цискаридзе, партнёрство с которым сложилось у неё ещё в школе. После выпуска была оставлена в академии ещё на один год стажёркой.
В июне 1997 года участвовала в Московском конкурсе артистов балета, где получила I премию и золотую медаль в категории «солистки». На завершительном гала-концерте танцевала Гран па Обера вместе с Николаем Цискаридзе, также получившим I премию конкурса. Тогда же была зачислена в балетную труппу Большого театра.
Последние годы была прима-балериной Большого театра из которого уволилась по собственному желанию 2 февраля 2017 года. С этого момента работает в Большом по контракту.
В 2024 году назначена исполняющей обязанности ректора Академии хореографии Севастополя, сменив на этой должности Сергея Полунина, который стал её советником.
Муж — премьер Большого театра Владислав Лантратов.

## Репертуар
Сценическая практика МГАХ
В школе танцевала сначала па-де-труа из балета «Щелкунчик» (хореография В. И. Вайнонена), Куколку в «Коппелии», позднее — номер «Журавли» (хор. Г. А. Майорова), вариации из балета «Пахита», па-де-де из «Коппелии» (Франц — Дмитрий Гуданов), Классическое па-де-де на музыку Адана (хор. Л. М. Лавровского), Большое классическое па на музыку Обера (хор. В. И. Гзовского), Седьмой вальс в «Шопениане» (партнёр в дуэтах — выпускник 1992 года Николай Цискаридзе).
1997 год
Московский конкурс артистов балета
Вариации Гамзатти («Баядерка») и Сванильды («Коппелия») — I тур, вариации Маши («Щелкунчик») и Эсмеральды, современный номер Tutu («Пачка», хор. Николая Огрызкова) — II тур, вариация Одиллии («Лебединое озеро») и вариация из Гран па Обера — III тур, Гран па Обера (партнёр — Николай Цискаридзе) — гала-концерт конкурса.

### Большой театр
- Царица бала, «Фантазия на тему Казановы» на музыку В. А. Моцарта, хореография М. Л. Лавровского
- Гран па (1-я вариация), «Дон Кихот» Л. Минкуса, хореография М. Петипа и А. Горского в редакции Ю. Григоровича
- Мирта, «Жизель» А. Адана, хореография Ж. Коралли, Ж. Перро и М. Петипа в редакции В. Васильева (позднее — в редакции Ю. Григоровича)
- Фрейлины, «Спящая красавица» П. Чайковского, хореография М. Петипа в редакции Ю. Григоровича

1998 год
- Уличная танцовщица, «Дон Кихот» Л. Минкуса
- Фея Смелости, «Спящая красавица» П. Чайковского, хореография М. Петипа в редакции Ю. Григоровича
- «Сны о Японии» на музыку Л. Ето, Н. Ямагучи и А. Тоша, хореография А. Ратманского

1999 год
- Три вариации в картине «Тени», «Баядерка» Л. Минкуса, хореография М. Петипа в редакции Ю. Григоровича
- Три дриады, «Дон Кихот» Л. Минкуса
- Солистка**, III часть «Симфонии до мажор», музыка Ж. Бизе, хореография Дж. Баланчина
- Мазурка, «Шопениана» на музыку Ф. Шопена, хореография М. Фокина
- Кобылицы, «Конёк-горбунок» Р. Щедрина, хореография Н. Андросова

2000 год
- Императрица, «Русский Гамлет» на музыку Л. ван Бетховена и Г. Малера, хореография Б. Эйфмана
- Китри, «Дон Кихот», хореография М. Петипа и А. Горского в редакции А. Фадеечева
- Рамзея*, вариация Конго, «Дочь фараона» Ц. Пуни, хореография П. Лакотта
- Гамзатти, «Баядерка»

2001 год
- Одиннадцатый вальс, «Шопениана» на музыку Ф. Шопена, хореография М. Фокина
- Сверстница принца, Испанская невеста, «Лебединое озеро» П. Чайковского, вторая редакция Ю. Григоровича (была в числе первых исполнителей)

2002 год
- Эгина, «Спартак» А. Хачатуряна, хореография Ю. Григоровича
- Сильфида, «Сильфида» Г. Левенскольда, хореография А. Бурнонвиля в редакции Э. М. фон Розен

2003 год
- Классическая танцовщица*, «Светлый ручей» Д. Шостаковича, хореография А. Ратманского (удостоена премии «Золотая маска» за эту партию)
- Клеманс, «Раймонда» А. Глазунова, хореография М. Петипа в редакции Ю. Григоровича
- Эсмеральда, «Собор Парижской Богоматери» М. Жарра, хореография Р. Пети
- Мехмене Бану, «Легенда о любви» А. Меликова, хореография Ю. Григоровича
- Аспиччия, «Дочь фараона» Ц. Пуни, хореография П. Лакотта
- Джульетта*, «Ромео и Джульетта» С. Прокофьева, постановка Д. Доннеллана и Р. Поклитару

2004 год
- Фея Сирени, «Спящая красавица» М. Петипа в редакции Ю. Григоровича
- Па де де на музыку Чайковского, хореография Д. Баланчина
- Леа, «Леа» на музыку Л. Бернстайна, хореография А. Ратманского (вторая редакция)
- Гермия**, «Сон в летнюю ночь» на музыку Ф. Мендельсона-Бартольди и Д. Лигети, хореография Д. Ноймайера

2005 год
- Мельничиха**, «Треуголка» М. де Фальи, хореография Л. Мясина
- Одетта-Одиллия, «Лебединое озеро» П. И. Чайковского, редакция Ю. Григоровича
- Солистка**, «Игра в карты» И. Стравинского, хореография А. Ратманского
- Раймонда, «Раймонда» М. Петипа в редакции Ю. Григоровича

2006 год
- Кармен. «Кармен-сюита» Ж. Бизе — Р. Щедрина, хореография А. Алонсо

2007 год
- Солистка*, Misericordes на музыку А. Пярта, хореография К. Уилдона
- Солистка, «В комнате наверху» Ф. Гласса, хореография Т. Тарп
- Медора, «Корсар» А. Адана, хореография М. Петипа, редакция А. Ратманского и Ю. Бурлаки
- Солистка, «Класс-концерт» на музыку А. Глазунова, А. Лядова, А. Рубинштейна, Д. Шостаковича, хореография А. Мессерера
- Ученица, «Урок» Ж. Делерю, хореография Ф. Флиндта

2008 год
- Жанна*, «Пламя Парижа» Б. Асафьева, хореография А. Ратманского с использованием фрагментов спектакля В. Вайнонена
- Вариация*, Пахита, Большое классическое па из балета «Пахита», хореография М. Петипа в редакции Ю. Бурлаки

2009 год
- Сванильда**, «Коппелия» Л. Делиба, хореография М. Петипа и Э. Чекетти в редакции С. Вихарева
- Никия, «Баядерка» (дебютировала на гастролях театра в США)
- Эсмеральда*, «Эсмеральда» Ц. Пуни, постановка Ю. Бурлаки и В. Медведева по М. Петипа и А. Вагановой

2010 год
- Графиня, «Пиковая дама» на музыку П. Чайковского, хореография Р. Пети
- Принцесса Аврора, «Спящая красавица» М. Петипа в редакции Ю. Григоровича

2012 год
- Дуэт, Dream of Dream на музыку С. Рахманинова, хореография Й. Эло
- Главная Мочалка*, «Мойдодыр» Е. Подгайца, хореография Ю. Смекалова

2013 год
- Плита, вальс, пылесосы, «Квартира» на музыку Fleshquartet, постановка М. Эка

2014 год
- Катарина, «Укрощение строптивой» на музыку Д. Шостаковича, хореография Ж.- К. Майо

2015 год
- Солист/ведущая пара, «Классическая симфония» на музыку С. Прокофьева, хореография Ю. Посохова
- Жизель, «Жизель» редакция Ю. Григоровича
- Ундина, «Герой нашего времени» (часть «Тамань») на музыку И. Демуцкого, хореография Ю. Посохова, режиссёр К. Серебренников

2016 год
- Ундина, «Ундина» Х. В. Хенце, хореография В. Самодурова
- Cильфида, «Сильфида», редакция Й. Кобборга

2017 год
- Марго*, «Нуреев» на музыку И. Демуцкого, хореография Ю. Посохова, режиссёр К. Серебренников

2021 год
- Ведущая солистка, «Девятый вал» (программа «Четыре персонажа в поисках сюжета») на музыку М. Глинки и Н. Римского-Корсакова, хореография Б. Ариаса

(*) — первая исполнительница партии
(**) — первая исполнительница партии на сцене Большого театра
В 2016 году исполнила роль Цезонии в спектакле Сергея Землянского «Калигула» в Московском губернском театре.
В 2024 году исполнила роль Графини в балете «Пиковая дама» Юрия Красавина в хореографии Максима Петрова в Нижегородском театре оперы и балета.

## Признания и награды
- 1997 — I премия Международного конкурса артистов балета в Москве
- 1999 — приз журнала «Балет» «Душа танца» (номинация «Восходящая звезда»)
- 2004 — премия «Золотая маска» за лучшую роль в балете (за исполнение партии Классической танцовщицы в балете «Светлый ручей»)
- 2004 — Благодарность Министра культуры Российской Федерации — за успешное проведение гастролей в Парижской национальной опере[5]
- 2005 — Заслуженная артистка России
- 2009 — Народная артистка России
- 2018 — «Приз Позитано — танцевальная премия Леонида Мясина» в категории «Танцовщица года на международной сцене»[6]